# Богословка (Акмолинская область)
Богословка (каз. Богословка) — село в Сандыктауском районе Акмолинской области Казахстана. Входит в состав Каменского сельского округа. Код КАТО — 116447200.

## География
Село расположено в центральной части района, в 20 км на юг от центра района села Балкашино, в 18 км на запад от центра сельского округа села Каменка.

### Улицы[2]
- ул. Верхняя,
- ул. Нижняя.

### Ближайшие населённые пункты
- село Богородка в 10 км на юге,
- село Владимировка в 12 км на западе,
- село Максимовка в 12 км на северо-западе,
- село Дорогинка в 15 км на юго-востоке,
- село Петровка в 15 км на севере,
- село Каменка в 18 км на востоке.

## Население
В 1989 году население села составляло 291 человек (из них русских 69%, немцев 23%).
В 1999 году население села составляло 167 человек (85 мужчин и 82 женщины). По данным переписи 2009 года, в селе проживали 62 человека (33 мужчины и 29 женщин).
| Численность населения | Численность населения | Численность населения |
| 1989                  | 1999                  | 2009                  |
| --------------------- | --------------------- | --------------------- |
| 291                   | ↘167                  | ↘62                   |